# Odžak (ort i Bosnien och Hercegovina, Federationen Bosnien och Hercegovina, lat 45,01, long 18,33)
Odžak är en ort i Bosnien och Hercegovina.   Den ligger i entiteten Federationen Bosnien och Hercegovina, i den norra delen av landet, 130 km norr om huvudstaden Sarajevo. Odžak ligger 96 meter över havet och antalet invånare är 11 621.
Terrängen runt Odžak är huvudsakligen platt, men västerut är den kuperad. Terrängen runt Odžak sluttar österut. Närmaste större samhälle är Gradačac, 16,6 km sydost om Odžak. 
Trakten runt Odžak består till största delen av jordbruksmark. Runt Odžak är det ganska tätbefolkat, med 67 invånare per kvadratkilometer.